# Bahía de Florida

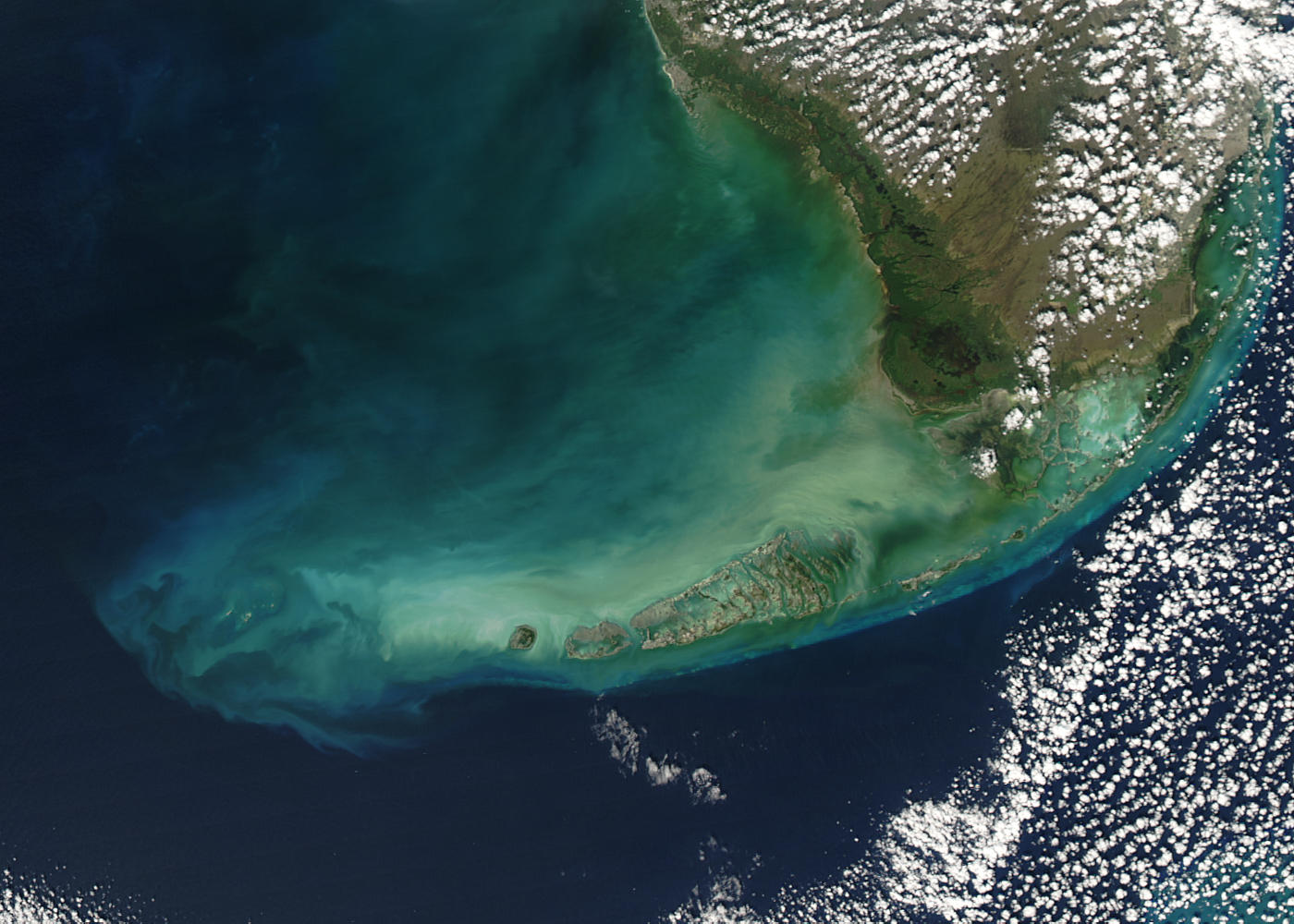
La Bahía de Florida desde el espacio.

La Bahía de Florida (en inglés: Florida Bay) es una bahía de los Estados Unidos que conecta con el Golfo de México. Está delimitada por la costa de la península de Florida por el este y por pequeñas islas conocidas como los Cayos de la Florida por el sur. Una gran parte de esta bahía forma parte del Parque nacional de los Everglades.